# Zonophryxus similis
Zonophryxus similis är en kräftdjursart som beskrevs av Searle 1914. Zonophryxus similis ingår i släktet Zonophryxus och familjen Dajidae.
Artens utbredningsområde är havet utanför Panama. Inga underarter finns listade i Catalogue of Life.